# 聖西米翁鄉
46°16′0″N 25°53′0″E / 46.26667°N 25.88333°E
聖西米翁鄉（羅馬尼亞語：Comuna Sânsimion, Harghita），是羅馬尼亞的鄉份，位於該國中部，由哈爾吉塔縣負責管轄，面積46平方公里，海拔高度658米，2007年人口3,528，人口密度每平方公里76人。